# Фальська мова
Фальська мова (дослівно: балачка; Fala, Xalimego) — одна з галісійсько-португальських мов, якою послуговуються близько 10,5 тисяч осіб на заході естремадурської провінції Касерес, у іспано-португальському прикордонні.
Мову також називають естремадурським варіантом галісійської.
На думку деяких філологів, існує сильний взаємозв'язок з говірками по інший бік кордону, у португальському містечку Сабугал.

## Соціолінгвістичний стан

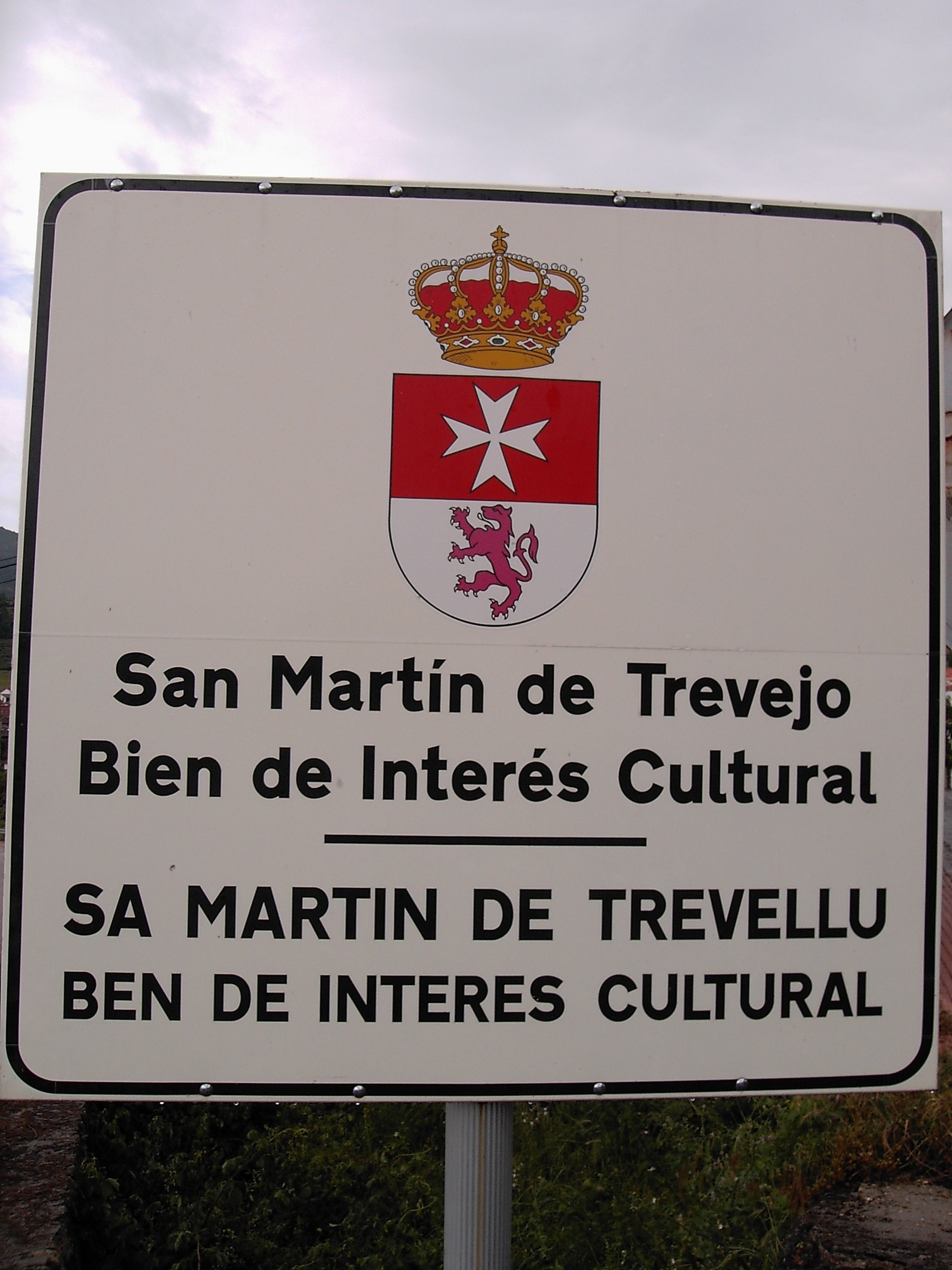
Дорожний знак іспанською та фальською мовами

Опитування, проведені 1992 року Хосе Енріке Ґарґаллом Ґілом (професором Барселонського університету), показали наступні факти щодо співіснування місцевої фальської мови з панівною кастильською:
- 4 з 29 респондентів з Сан-Мартин-де-Требелла в родинному колі надавали перевагу кастильській.
- В Ас Елласі, ця пропорція опитаних становить 3 до 54
- У Вальверде до Фресно, у цьому випадку кастильською розмовляють 25 зі 125.

1993 року у 30 номері часопису Ревіста Алькантара було опубліковано дослідження Хосе Луїса Мартина Ґалінда, яке показало такі цифри щодо самовизначення фаломовців у Сан-Мартін-де-Требеллі:
- Кастильська говірка: 13 %
- Португальська говірка: 20 %
- Окрема мова: 67 %